# Symplectoscyphus marionensis
Symplectoscyphus marionensis is een hydroïdpoliep uit de familie Sertulariidae. De poliep komt uit het geslacht Symplectoscyphus. Symplectoscyphus marionensis werd in 1971 voor het eerst wetenschappelijk beschreven door Millard. 